# ニューイングランド移民援助会社
ニューイングランド移民援助会社（英語：New England Emigrant Aid Company)は、マサチューセッツ州、ボストンにある交通機関会社で、活動家でカンザス・ネブラスカ法の制定に尽力したイライ・テイラーによって設立された。カンザス・ネブラスカ法とは、カンザス準州に住んでいる奴隷たちをカンザス準州の住人として合法化する法律である。この会社の根本的な目的はカンザス準州に反奴隷の人達を住まわせることだ。この会社は反奴隷の人達を住まわせることで政治的バランスを保ち、カンザス準州が奴隷州から自由州に変わることができると信じていた。

## 反応
この会社の成功を踏まえて、新たに援助会社がニューヨーク州とオハイオ州にWorchester Country Emigrant Aid Societyが設立された。

## 影響
この会社は主な拠点をローレンスとマンハッタンに構え、サブの拠点をトピカとオサワトミーに設けられた。
この会社の制作は成功し、1861年にカンザス州は自由州になった。

## 参照
1. ↑  New England Emigrant Aid Company, n5 Winter Street, Boston. Boston Directory. 1855
2. ↑  Eli Thayer. The New England Emigrant Aid Company, and its influence, through the Kansas contest, upon national history. Worcester, Mass.: F. P. Rice, 1887
3. ↑  McLaurin, Melton Alonza (1991). Celia, A Slave. Georgia: University of Georgia Press. p. 55. ISBN 978-0-8203-1352-8
4. ↑  Johnson, Oliver (1887). The Abolitionists Vindicated in a Review of Eli Thayers' Paper on the New England Emigrant Aid Society. F.P. Rice. p. 28